# Mord ist ihr Hobby: Lebenslängliche Wunden
Lebenslängliche Wunden (Originaltitel: Badge Of Honor) ist eine Episode der Kriminalfilm-Reihe Mord ist ihr Hobby aus dem Jahr 1992.

## Handlung
Jessica Fletcher ist mal wieder Zuhause in Maine und gerade am Backen, als es klopft. Es ist der Arzt des Ortes, Seth Hazlitt. Er möchte ihr mitteilen, dass, mit Ben Oliver, ein Kriegskamerad, den er Weihnachten 1944 zum letzten Mal gesehen hatte, ihn besuchen kommt. Er kommt mit dem Bus an und nimmt sich Unterkunft in einem Motel. Bei einem Essen mit Jessica, Seth und dem Sheriff Mort Metzger kommen auch die geschichtlichen Ereignisse zur Sprache. Ben erzählt, dass er nach dem Ende des Krieges längere Zeit im Krankenhaus war und weder privat noch beruflich Fuß fassen konnte. Seth, den Ben als Corporal hatte, bietet an, ihm einen Job als Bootsbauer an der Werft zu verschaffen, was auch klappt.
Kurz darauf trifft, mit Lawrence Jarvis, ein weiterer Fremder im Ort ein. Er stellt sich im Motel als Freund von Ben vor. Nachdem er Andy, dem Hilfssheriff aufgrund seines fremden Kennzeichens aus Michigan sowie seines Verhaltens aufgefallen war, wird er von Mort Metzger kontrolliert. Er zeigt seinen Ausweis als Privatdetektiv und gibt vor, dass er Ben seit Detroit verfolgt, denn er soll ein Juweliergeschäft ausgeraubt haben. Jarvis war mit der Bewachung beauftragt und Ben als Nachtwächter tätig. Dieser habe gerade seine Pause gemacht, als ein vermummter Mann mit ähnlicher Statur das Geschäft überfiel. Bewaffnet mit einer 45er Automatik hätte er Schmuck im Wert von über einer halben Million Dollar mitgenommen. Nachdem ihn die Polizei, mangels Beweisen, nicht verhaften konnte, habe er Ben verfolgt, um ihm den Überfall nachzuweisen. Durch Recherchen in älteren Zeitungen kann Jessica erkennen, dass Jarvis, nach dem Überfall, einen Großteil seiner Auftraggeber verloren hatte und Konkurs anmelden musste.
Beruflich läuft es für Ben zunächst deutlich besser. Sein Chef, Mason Porter, bietet ihm an, ihn zum Verkäufer befördern. Durch Zufall bekommt Ben mit, dass der Bauunternehmer Neal Dishman eine Yacht kauft und sie für 60.000 Dollar in Bar bezahlt.
Die Situation eskalierte, nachdem Mason Porter morgens in seinem Büro tot, mit eingeschlagenem Schädel, gefunden wurde. Es fehlten auch seine Brieftasche sowie Dishmans Dollars. Ben wird von Porters Neffen Dave Sanders umgehend entlassen.
Bei Porters Beerdigung fällt Jessica auf, dass Dorothy Porter und Robin Dishman in tiefster Abneigung verbunden sind. Sie erkennt, dass der Tote ein außereheliches Verhältnis mit Dishmans Frau hatte. Nachdem Kinder das fehlende Geld sowie die Brieftasche gefunden hatten, schaut sie in die Brieftasche und sieht, dass eine Karte fehlt, mit der das Werftgelände durch einen Hinterausgang verlassen werden konnte.
Da zwei Frauen und ein Mann ein Motiv hatten, erkennt Jessica, dass Neal Dishman der Täter war. Hilfreich waren ein fehlendes Champagnerglas sowie die Aussage des Fischhändlers, Mr. Wiggins.

## Besetzung und Synchronisation
Die deutschsprachige Synchronfassung der Staffel entstand bei der Hermes Synchron in Potsdam unter der Dialogregie und nach Dialogbüchern von Almut Eggert, Frank Wesel und Anja Rohe.
| Figur                | Darsteller               | Deutscher Sprecher   |
| -------------------- | ------------------------ | -------------------- |
| Jessica Fletcher     | Angela Lansbury          | Dagmar Altrichter    |
| Gaststars            |                          |                      |
| Seth Hazlitt         | William Windom           | Joachim Nottke       |
| Sheriff Mort Metzger | Ron Masak                | Uwe Paulsen          |
| Ben Oliver           | Gerald S. O’Loughlin     | Peter Schiff         |
| Dave Sanders         | Tony Becker              | Dietmar Wunder       |
| Dorothy Porter       | Pamela Susan Shoop       | Almut Eggert         |
| Lawrence Jarvis      | Robert Lansing           | Kurt Goldstein       |
| Mason Porter         | Cliff DeYoung            | Hubertus Bengsch     |
| Neal Dishman         | Daniel Davis             | Klaus-Dieter Klebsch |
| Robin Dishman        | Gail O’Grady             | Karin Grüger         |
| Weitere Darsteller   |                          |                      |
| Deputy               | Arlee Reed               | Erich Räuker         |
| Busfahrer            | John Tuell               | Erich Räuker         |
| Motelangestellter    | Tom Nibley               | Erich Räuker         |
| Mr. Wiggins          | Douglas Rowe             | Manfred Petersen     |
| Pfarrer              | Charles C. Stevenson Jr. | Lothar Mann          |